# Amphipyra cancellata
Amphipyra cancellata là một loài bướm đêm trong họ Noctuidae.